# یواس‌اس آتلانتیس (اس‌پی-۴۰)
یواس‌اس آتلانتیس (اس‌پی-۴۰) (به انگلیسی: USS Atlantis (SP-40)) یک کشتی بود که طول آن ۶۰ فوت ۹ اینچ (۱۸٫۵۲ متر) بود. این کشتی در سال ۱۹۱۱ ساخته شد.